# خلل حسي حركي فكي سني
الخلل الحسي الحركي الفكي السني (اختصارًا DMSD) هي حالة طبية تشمل الفك السفلي والفقرات العنقية العلوية الثلاثة والمناطق العضلية والعصبية المحيطة.
يوجد مركز عصبي مكثف في هذه المنطقة يسمى نواة العصب ثلاثي التوائم. يتحكم هذا المسار الرئيسي للأعصاب في إشارات الألم الصادرة عن الأسنان والوجه والرأس والرقبة، وينقلها إلى الدماغ. يشير دي إم إس دي إلى حالة يعاني فيها الفرد من ألم مزمن أو تصلب من هذه المدخلات العصبية نتيجة اختلال توازن قوى الأسنان.

## العلامات والأعراض
هناك العديد من الأعراض المرتبطة بحالات دي إم إس دي. أكثرها شيوعًا:
- الصداع/الصداع النصفي
- الصداع اليومي المزمن
- صداع التوتر
- الألم الليفي العضلي
- الطنين
- خلل المفصل الصدغي الفكي
- التهاب اللب
- ضعف السيطرة على مجرى الهواء
- اضطراب النوم/اليقظة
- تغيرات في كيمياء الدماغ وتوازن النواقل العصبية
- صرير الأسنان
- تشظي الأسنان
- كسر/تلف الأسنان
- خلل في تشكل القوس السني
- محدودية نطاق الحركة والتكيف الوضعي
- تقبض الأسنان مع أو بدون تشكل النتوء الحنكي
- أنماط غير طبيعية لتآكل الأسنان
- سوء الإطباق
- خلل أداء الوظيفة
- داء المفاصل التنكسي

## التشخيص
عادةً ما يُجرى بروتوكول تقييم الحالة على عدة مراحل:
- الفحص البدني مع تقييم صحة الرأس وشدة الصداع والتاريخين الدوائي والطبي الكاملين. بالإضافة إلى ذلك، يتم تشجيع فحوصات دواعم الأسنان واللثة والإطباق وتقويم الأسنان والمجرى الهوائي باعتبارها جزء من عملية الفحص الأولية.
- بعد ذلك، يُستخدم التصوير الشعاعي البانورامي لتحديد أو تأكيد الحالات السنية التي قد تساهم في ظهور أعراض دي إم إس دي المؤلمة. يمكن أيضًا استخدام التصوير المقطعي المحوسب في هذه المرحلة للمساعدة في التقييم والتخطيط للعلاج.
- يُستخدم الجس العضلي لتقييم المكان الذي توجد فيه نقاط الزناد؛ وهي مناطق ذات حساسية عالية في عضلات الوجه والرأس والرقبة. عندما يتم الضغط على هذه المناطق، يحدث ألم إما في تلك العضلة (ألم موضعي) أو في منطقة أخرى (ألم رجيع). يُجرى فحص بالجس العضلي للمساعدة في اكتشاف «نقاط الزناد الكامنة»، أو نقاط الزناد التي لا تسبب أي ألم ما لم يتم الضغط عليها مباشرةً.[3]

## العلاج

### الموجات فوق الصوتية العلاجية
يهدف العلاج بالموجات فوق الصوتية إلى استعادة الدوران الدموي للعضلات المؤلمة والمتشنجة من خلال زيادة تدفق الدم والحرارة. الهدف الآخر هو تفتيت الأنسجة الندبية والالتصاقات العميقة (المناطق التي تشكلت فيها ألياف النسيج الضام فوق العضلات) من خلال الموجات الصوتية. يقلل التعرض العلاجي للموجات فوق الصوتية من حساسية نقطة الزناد ويعتبر أداة سريرية مفيدة لتدبير الألم الليفي العضلي. بالإضافة إلى ذلك، تبين أيضًا أن الموجات فوق الصوتية تقلل من تصلب نقاط الزناد وتحفيزها.

### التحفيز الكهربائي عبر الجلد
يعمل التحفيز بالتيار الكهربائي الضعيف دون العتبة على تقليل التشنجات العضلية والألم الرجيع من خلال بث إشارة كهربائية منخفضة تقلل من تراكم حمض اللبنيك وتحفز الأعصاب بشكل سليم. يُعرف أن العلاج الكهربي بالتيار الضعيف يساعد بشكل كبير في زيادة إمكانية فتح الفم.